# چاه مری (شاهرود)
چاه مری یک روستا در ایران است که در دهستان خوارتوران شهرستان شاهرود واقع شده‌است. چاه مری ۳۴ نفر جمعیت دارد.